# Montes Taurus
I Montes Taurus sono una struttura geologica della superficie della Luna.